# Lawrence Stroll
Lawrence Sheldon Stroll, född 11 juli 1959 i Montréal i Québec, är en kanadensisk miljardär och finansman.

## Biografi
Stroll är son till Leo Strulovitch och är gift med belgiskfödda Claire-Anne Stroll (född Callens), som driver modeföretaget Callens.  De har två barn, och bor i Genève, Schweiz. Hans son Lance Stroll är racerförare som tävlar i Formel 1 med Aston Martin.
Stroll har en stor samling av bilar, huvudsakligen Ferrari av olika årsmodeller från Ferrari 250 GTO till den senaste Ferrari LaFerrari, och äger återförsäljningen av Ferrari i Québec. Han äger även andra bilar som McLaren och Ford GT. 
Han äger superyachten Faith.

## Karriär
Stroll började arbeta i liten skala i Montreal inom faderns industri i klädbranschen. Därifrån har han framgångsrikt lyckats bygga upp sin förmögenhet genom gott affärsmannaskap.
Stroll har investerat i att bygga upp Pierre Cardins fashionbutiker, och Ralph Laurens modeaffärer i Kanada. Tillsammans med investeraren Silas Chou från Hongkong, investerar Stroll också i kläddesignern Tommy Hilfigers verksamhet. Under 2000-talet har Chou och Stroll därtill investerat i Asprey & Garrard. 
I Strolls affärsimperium ingår den kanadensiska biltävlingsbanan Circuit Mont-Tremblant i Quebec Laurentian Mountains.  I maj 2016 uppskattade tidskriften Forbes hans nettoförmögenhet till 2,4 miljarder USD. 